# Patrick Ceresa
Patrick Ceresa (* 3. November 1977 in La Chaux-de-Fonds) ist ein ehemaliger Schweizer Basketballspieler.

## Laufbahn
Ceresa spielte bis 1999 für Union Neuchâtel Basket in der Nationalliga A. Hernach ging der 2,05 Meter grosse Innenspieler in die Vereinigten Staaten. Da sich ein Studienaufenthalt an der California State University, Fullerton aufgrund einer fehlenden Zulassung zerschlug, ging der Schweizer nach Illinois an das Wabash Valley Community College.
Nach einem Spieljahr in den Vereinigten Staaten kehrte Ceresa 2000 in die Schweizer Nationalliga A zurück, schloss sich Fribourg Olympic an und spielte bis 2005 für die Mannschaft. Ceresa bestritt Länderspiele für die Schweizer Nationalmannschaft.
Er war Trainer im Jugendbereich von Union Neuchâtel Basket, im Februar 2010 trat Ceresa bei Neuchâtels Zweitligamannschaft das Amt des Assistenztrainers an.